# Всемирные вселенские часы из Иванова

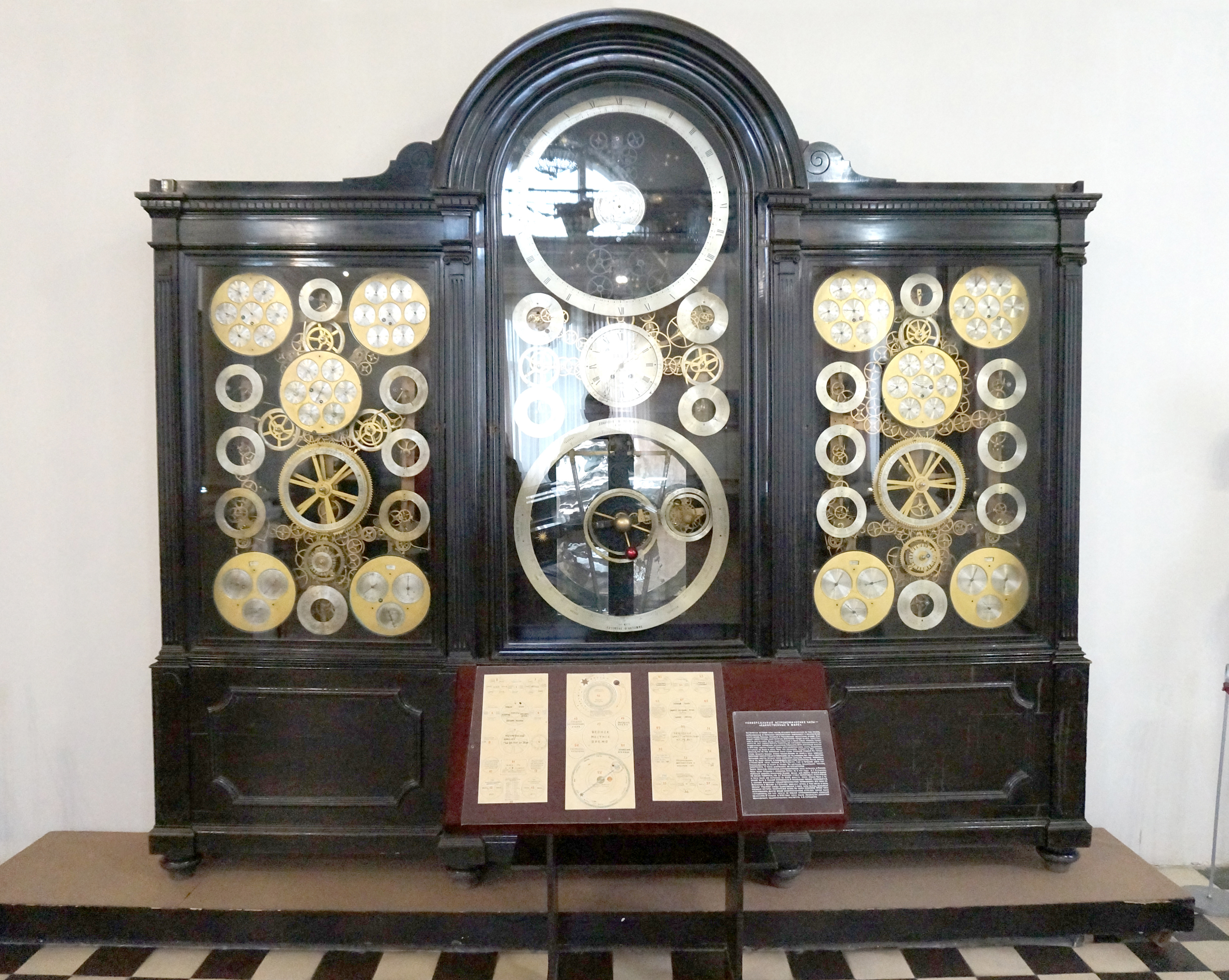
Сверхсложные астрономические часы швейцарского мастера Альберта Биллете (1873)

Сверхсложные астрономические Всемирные вселенские часы из Иваново, известные также как «Часы Бурылина», находятся в Ивановском государственном историко-краеведческом музее имени Д. Г. Бурылина. Часы были изготовлены в 1873 году в Париже Альбертом Биллете, атрибуция подтверждается не только надписью «Inventé et Construit par Albert Billeter à Paris 1873» на циферблате парижского местного времени, но также общей концепцией и манерой исполнения, свойственными этому мастеру.

## История
Альберт Биллете — швейцарский часовщик, мастер сложных астрономических часов, родившийся в 1815 году в Меннедорфе (Швейцария, примерно в 20 км от Цюриха). Часовом ремеслу обучался в Ла-Шо-де-Фоне, одном из центров часовой индустрии Швейцарии. В 1840 году Альберт Биллете изготовил свои первые сложные астрономические часы, которые в настоящее время хранятся в Музее искусства и истории Нёвшателя (Швейцария). В дальнейшем он изготовил ещё несколько сложных астрономических часов: часы Конгресса депутатов Мадрида (Congrés dels Diputats de Madrid; 1854—1857), часы Королевской академии наук и искусств Барселоны (Reial Acadèmia de Ciències i Arts de Barcelona; 1859—1869), не сохранившиеся часы Часового переулка (Passatge del Rellotge) Барселоны (1864), а также сверхсложные астрономические Всемирные вселенские часы из Иваново (1873). Всемирные вселенские часы из Иваново — наиболее сложные часы Альберта Биллете, и одни из наиболее сложных астрономических часов в мире.

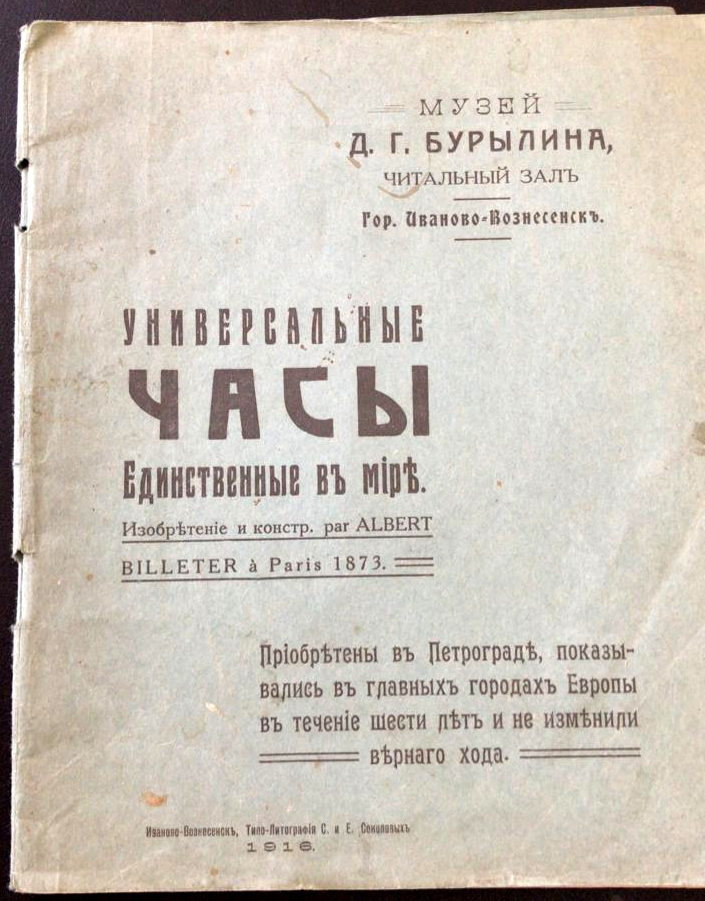
Буклет с описанием функций сверхсложных астрономических часов швейцарского мастера Альберта Биллете, изданный в 1916 году.

Б. Радченко опубликованы сведения, согласно которым в 1873 году стоимость часов составляла 280 000 франков (по тогдашнему курсу 11 200 фунтов стерлингов, что сейчас составляет от 600 000 до 3 000 000 долларов США). Как и другие сложные астрономические часы Альберта Биллете «Всемирные» часы из Иваново предназначались для публичного использования. Высказывается версия, что покупателем часов был один из потомков знаменитого рода герцогов Альба, после кончины которого по завещанию часы оказались в собственности кантона Берн (Швейцария). Впоследствии часы были проданы предпринимателю, который зарабатывал, устраивая их публичные демонстрации. В 1909 году часы с той же целью были привезены в Россию, в 1911 году ввиду разорения компании часы, пришедшие к тому времени в неисправное состояние, были проданы кредиторами на аукционе за 3000 рублей (сейчас примерно соответствует 50 000—100 000 долларов США). Значительное снижение стоимости объясняется плохим техническим состоянием часов. Покупателем был Дмитрий Геннадьевич Бурылин, фабрикант, коллекционер и основатель Музея промышленности и искусства Иваново-Вознесенска (сейчас Ивановский государственный историко-краеведческий музей имени Д. Г. Бурылина; открыт 26 декабря 1914 г.).
В настоящее время часы хранятся в коллекции отдела «Музей промышленности и искусства» (153002, г. Иваново, ул. Батурина, 6/40; открыт: вторник - воскресенье с 11:00 до 17:00).

## Техническое состояние
Предполагается, что при покупке в 1911 году часы были в нефункциональном состоянии, либо функционировали частично. В 1943 году доцентом кафедры математики Ивановского педагогического института Андреем Владимировичем Лотоцким была проведена реставрация часов. В 1981 году, как сообщал Лотоцкий, часы работали. В настоящее время часы пребывают в частично нефункциональном состоянии.

## Описание
Сверхсложный часовой механизм установлен в деревянный кабинет со стеклянными окнами. Ширина часов примерно 3 м, высота 2,65 м. Часы состоят из трёх крупных блоков, в центральной части расположены главный циферблат часов и астрономические приборы, включая планетарный циферблат с Солнцем, Венерой, Землёй и Луной, циферблат видимости небесных светил, указатели звёздного времени, астрономического времени, склонения Солнца и уравнения времени. В правой части находятся указатели двух вечных календарей — юлианского (Calendrier perpétuel des Russes) и мусульманского (Calendrier perpétuel des Mahometans), а также три циферблата с индикацией местного времени в шести городах каждый — в Азии, Африке и Европе, и указатели времени суток на этих континентах. Правая часть часов аналогична левой, на ней имеются циферблаты двух вечных календарей — по новому стилю (Calendrier perpétuel Grégorien) и иудейского (Calendrier perpétuel des Israélites), другие астрономические и календарные указатели, а также три циферблата с индикацией местного времени в шести городах каждый — в Северной Америке, Южной Америке и Австралии, и указатели времени суток на этих континентах.

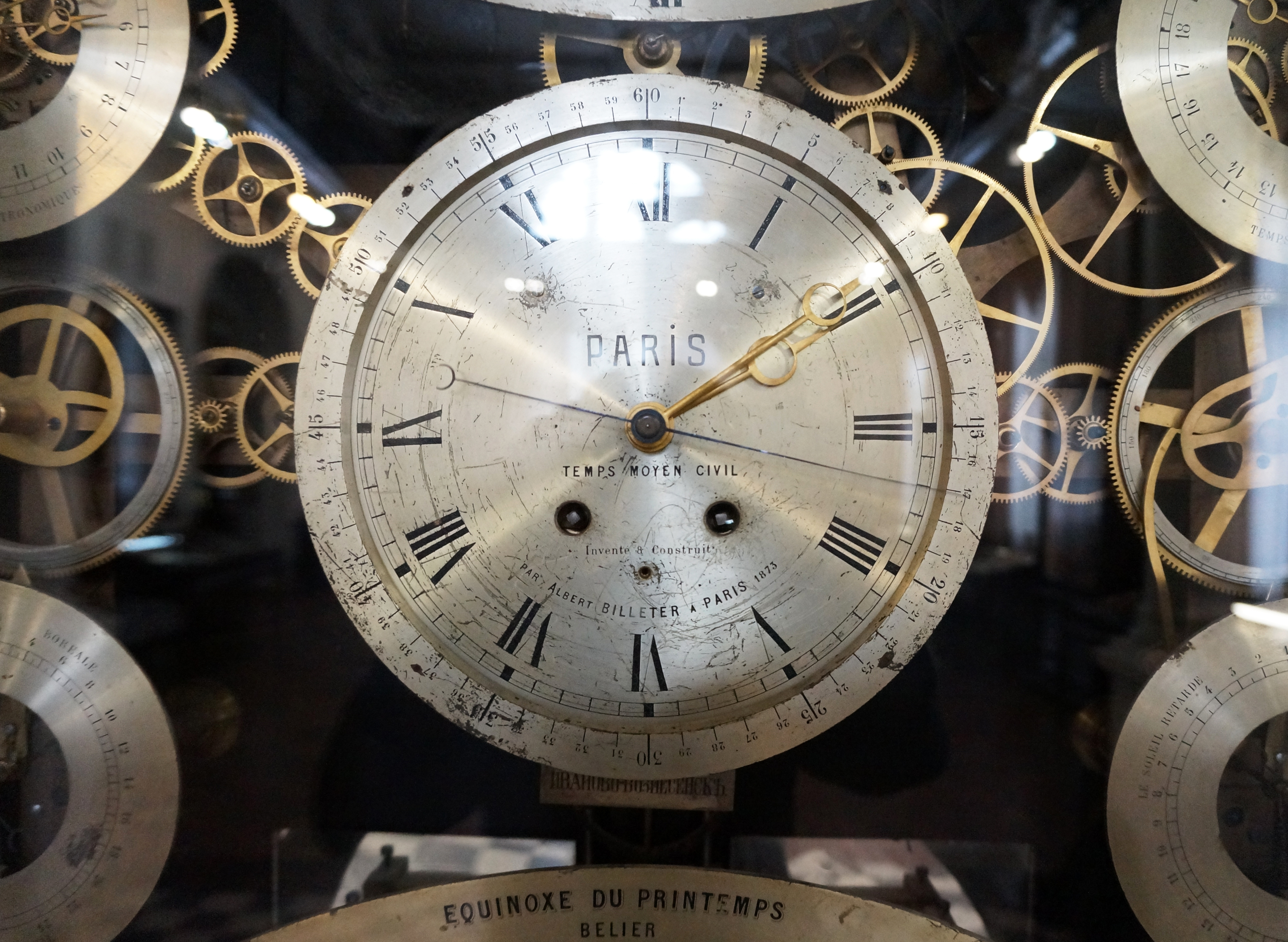
Основной циферблат сверхсложных астрономических часов швейцарского мастера Альберта Биллете (1873) с индикацией среднего солнечного времени в Париже в часах, минутах и секундах.
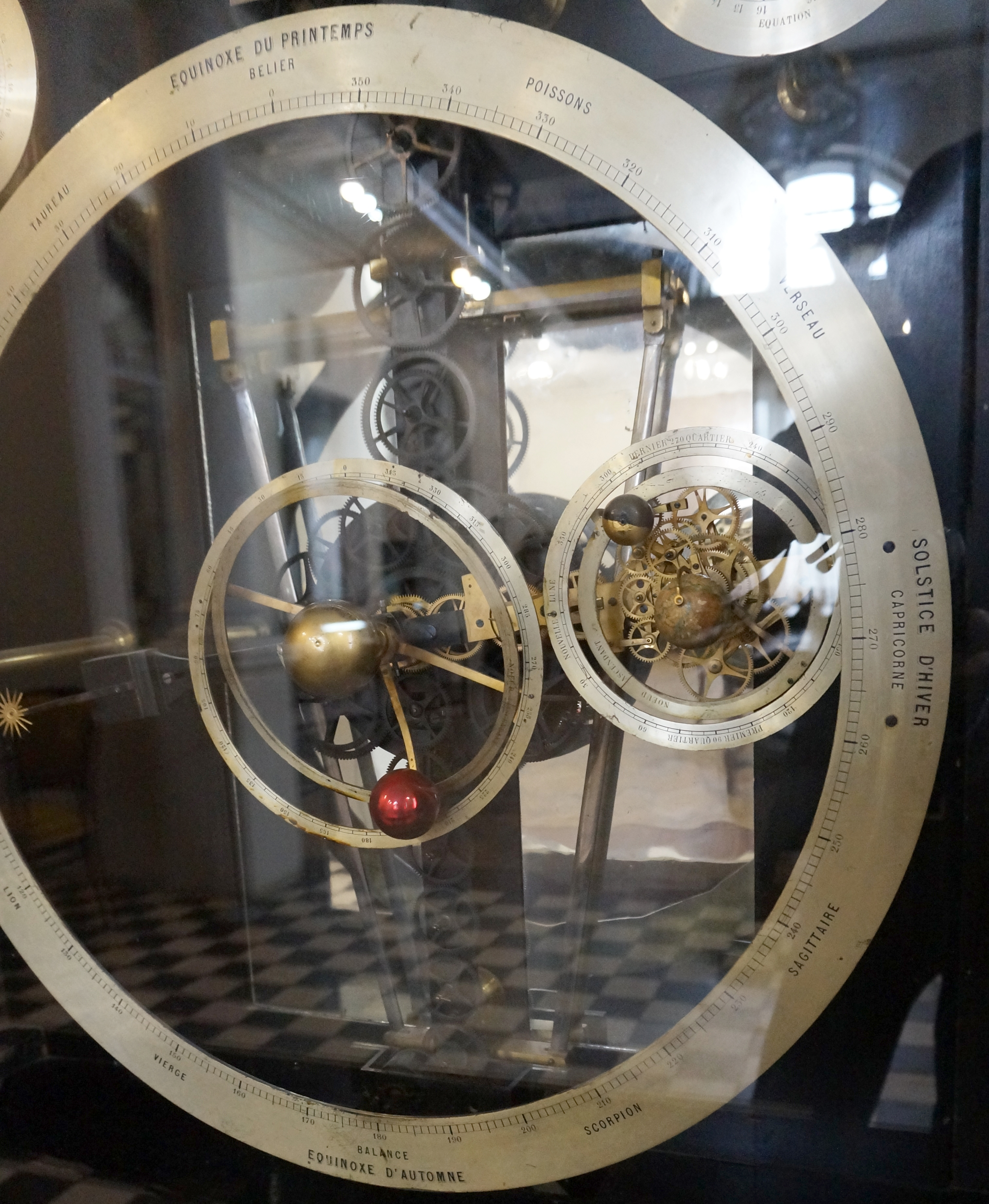
Планетарий с Солнцем, Венерой, Землёй и Луной сверхсложных астрономических часов швейцарского мастера Альберта Биллете (1873).
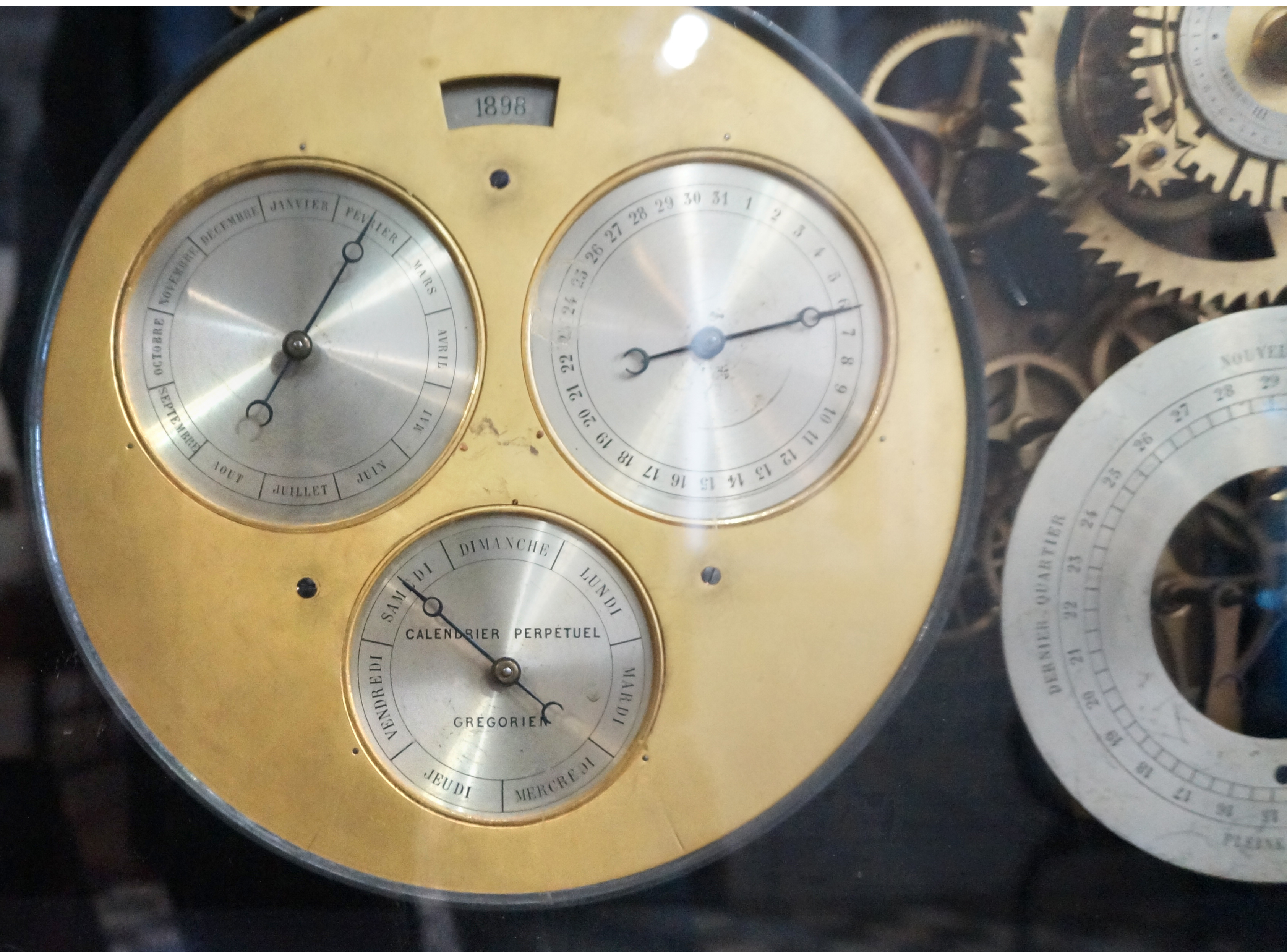
Циферблат вечного календаря по новому стилю сверхсложных астрономических часов швейцарского мастера Альберта Биллете (1873).

Основа механизма — крупногабаритные маятниковые часы с двухсекундным маятником. В механизме задействовано 25 заводных пружин, которые используются для привода основного механизма и механизмы дополнительных устройств и указателей. Запас хода заводных пружин составляет от 7-8 дней до года. Как отметил А. В. Лотоцкий, времязадающей функцией обладает лишь основной механизм, который регулирует движение всех остальных устройств часов. Использование заводных пружин в дополнительных механизмах позволяет не только снизить нагрузку от них на основной механизм, но даже предоставляет основному механизму дополнительную движущуюся силу.

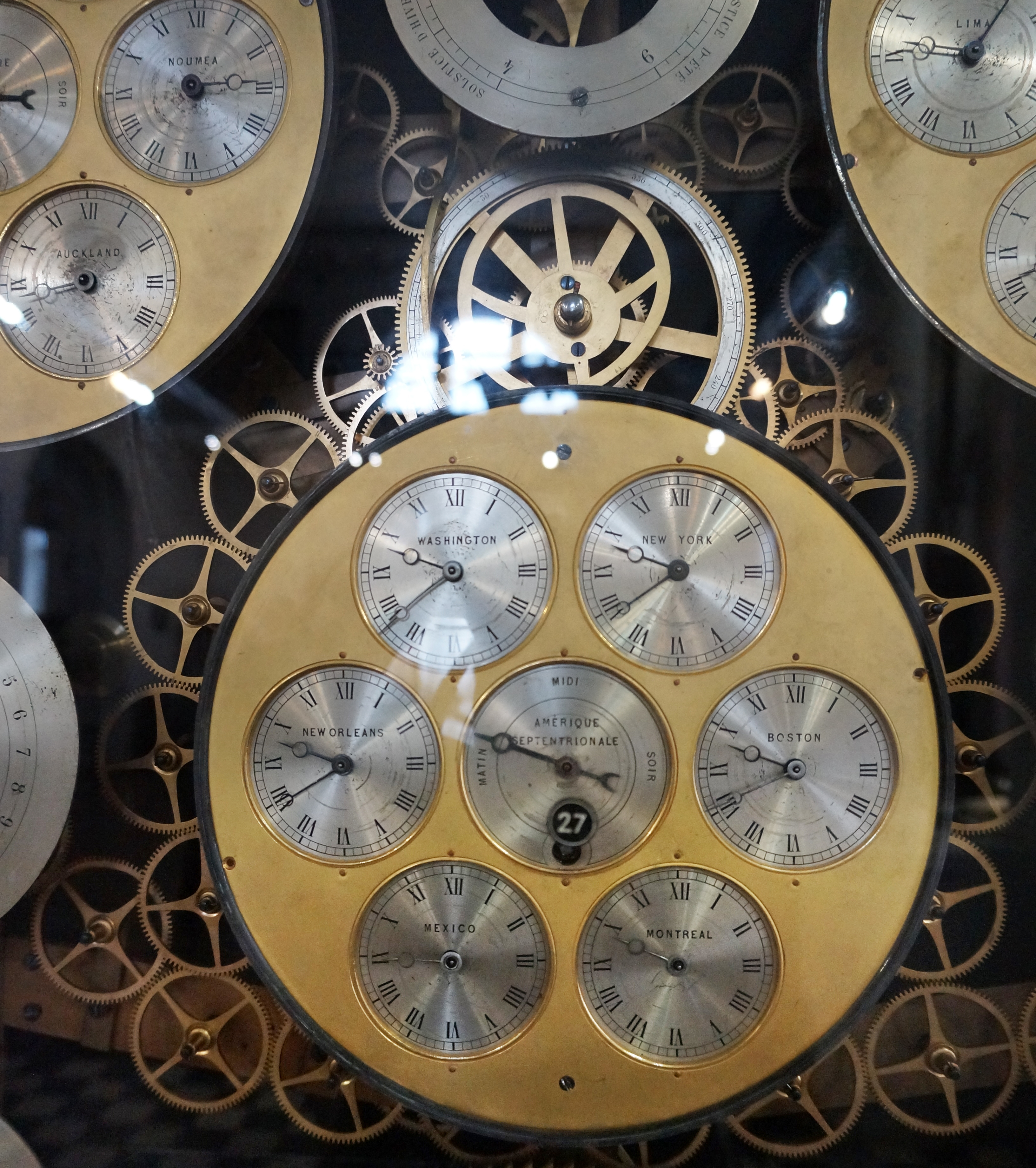
Циферблат индикации местного времени в 6 городах Америки сверхсложных астрономических часов швейцарского мастера Альберта Биллете (1873).
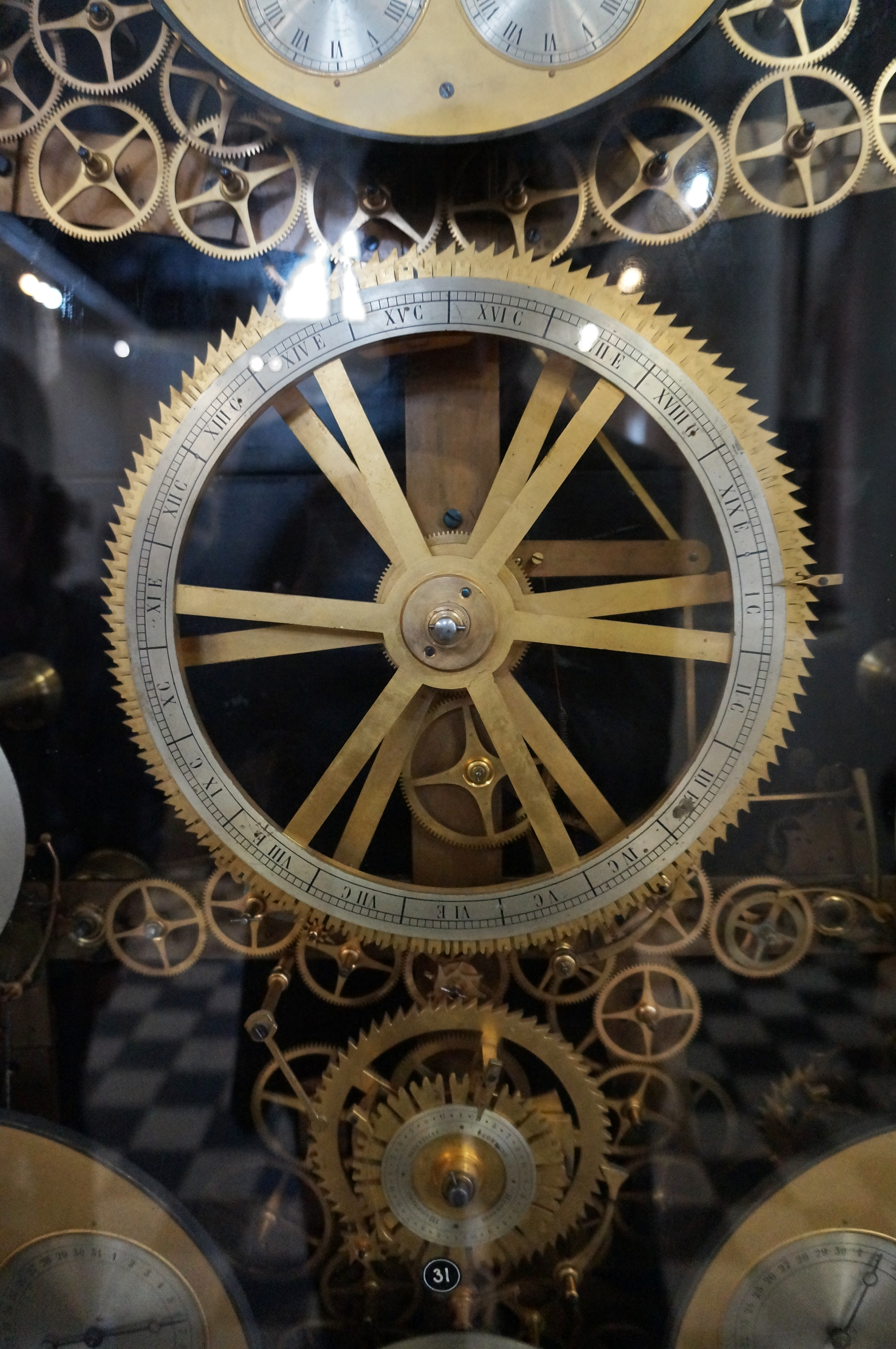
Циферблат 19-летнего цикла по иудейскому календарю сверхсложных астрономических часов швейцарского мастера Альберта Биллете (1873).

Реализованная Альбертом Биллете индикация 7 экклезиастических циклов: круга Солнцу, юлианской епакты, григорианской епакты, юлианского вруцелета, григорианского вруцелета, круга Луне и индикта, позволяет причислить часы к чрезвычайно редкому классу часов-пасхалий. Так как часы не осуществляют непосредственные вычисление и индикацию даты Пасхи, они принадлежат классу часов-пасхалий табличной конструкции, указатели экклезиастических циклов которых позволяют находить дату Пасхи по специальным таблицам. Причём, в данном случае находить как дату православной Пасхи, так и католической Пасхи.

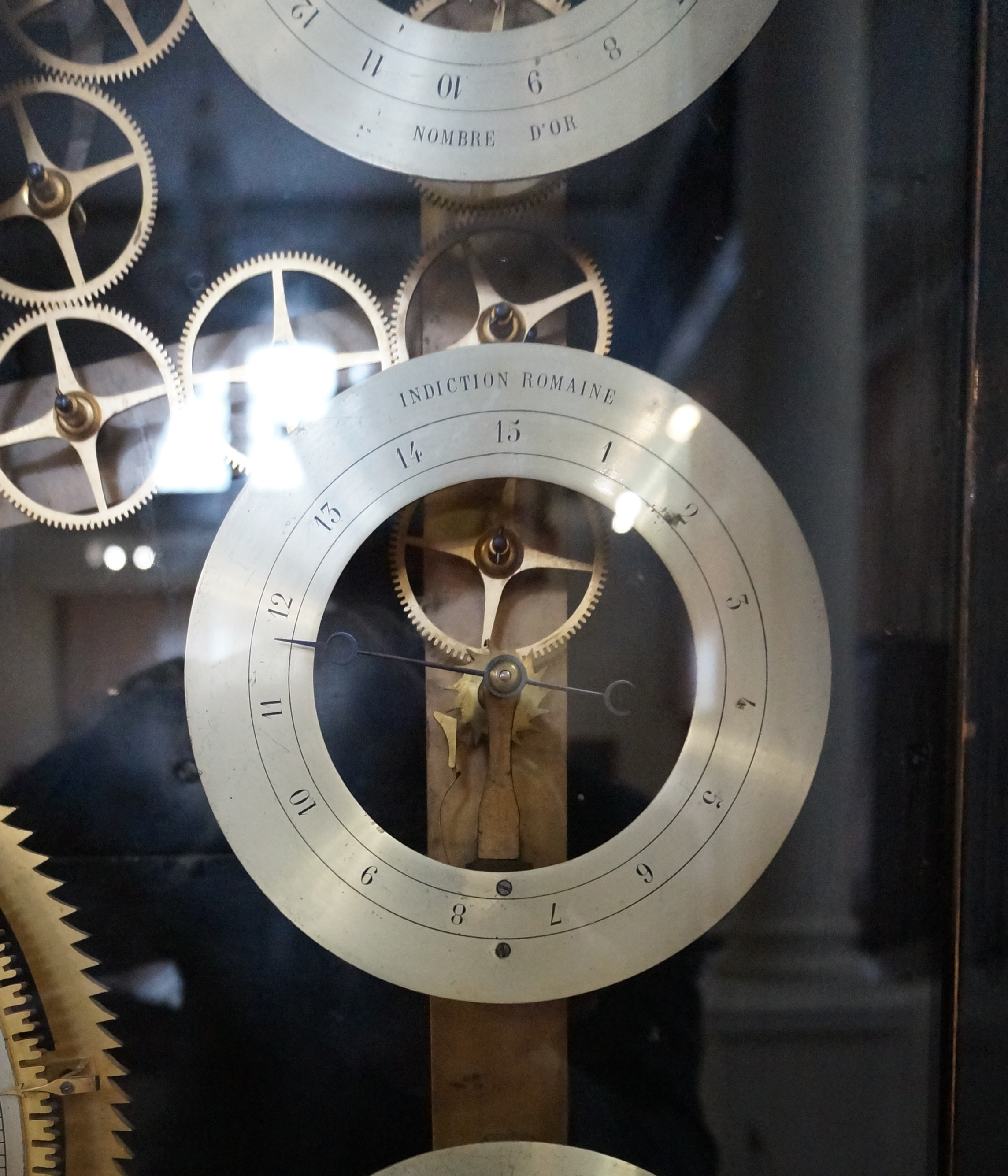
Циферблат римского индикта сверхсложных астрономических часов швейцарского мастера Альберта Биллете (1873).
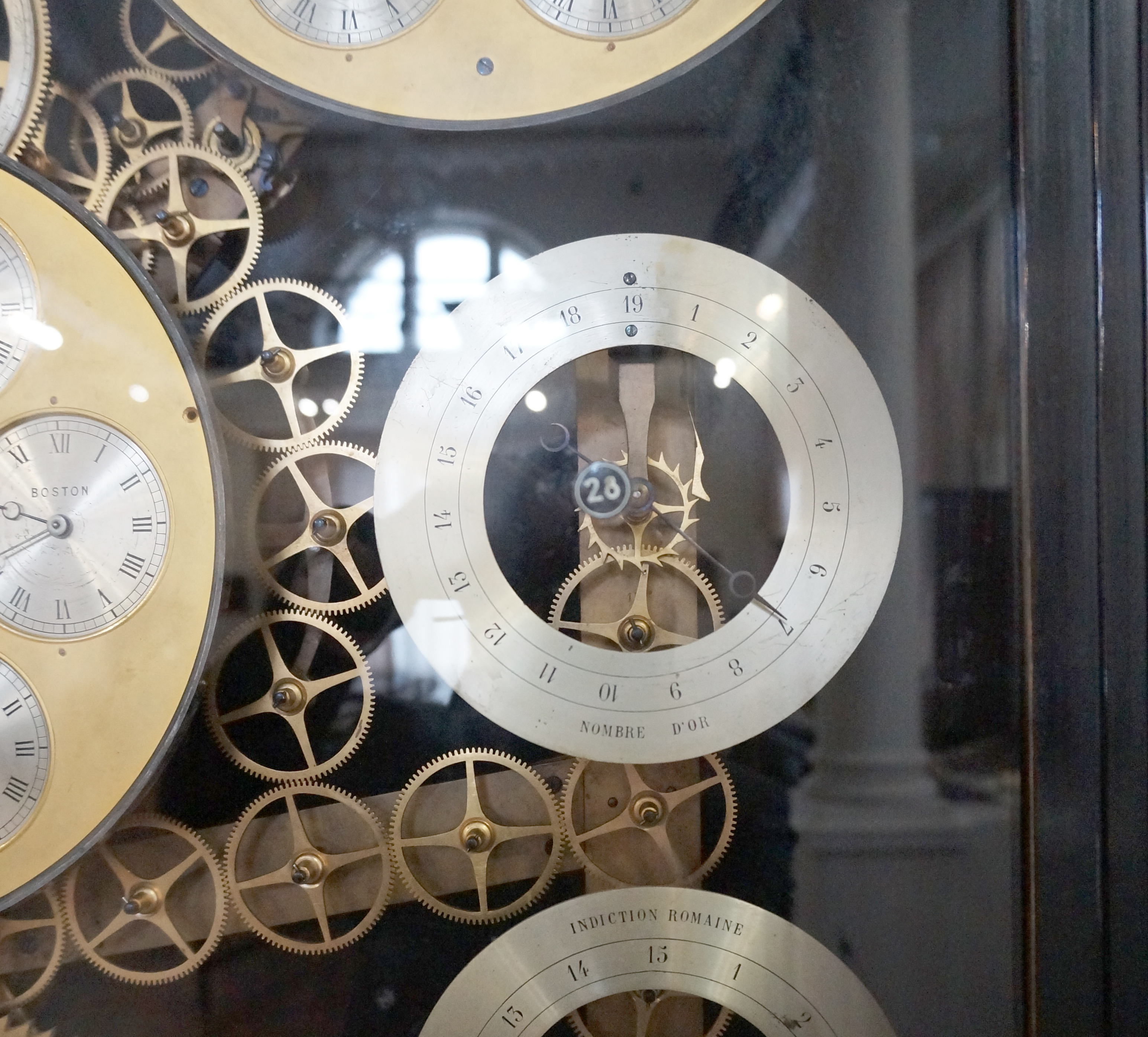
Циферблат круга Луне (19-летнего метонова цикла) сверхсложных астрономических часов швейцарского мастера Альберта Биллете (1873).
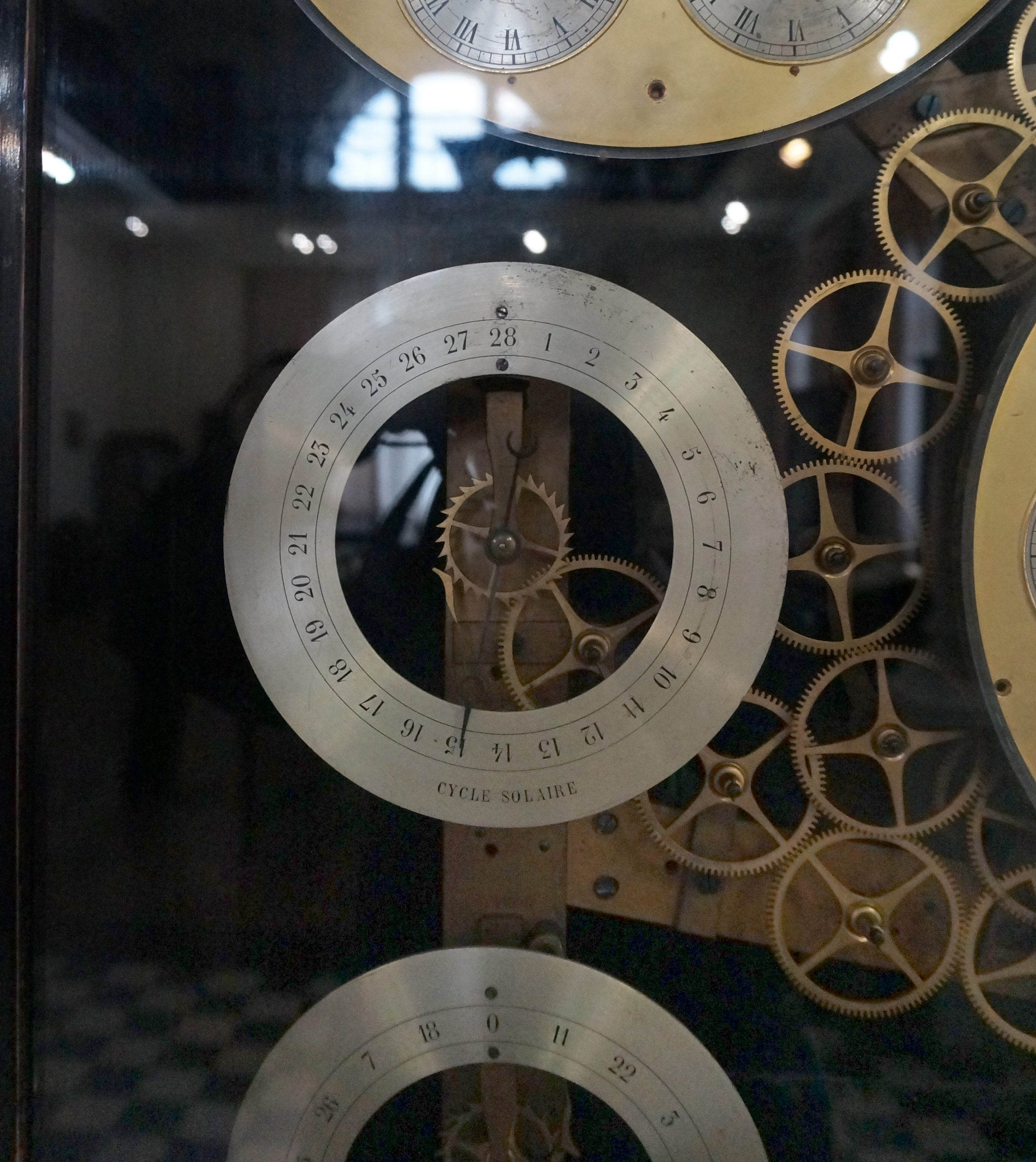
Циферблат 28-летнего солнечного цикла (круга Солнцу) сверхсложных астрономических часов швейцарского мастера Альберта Биллете (1873).
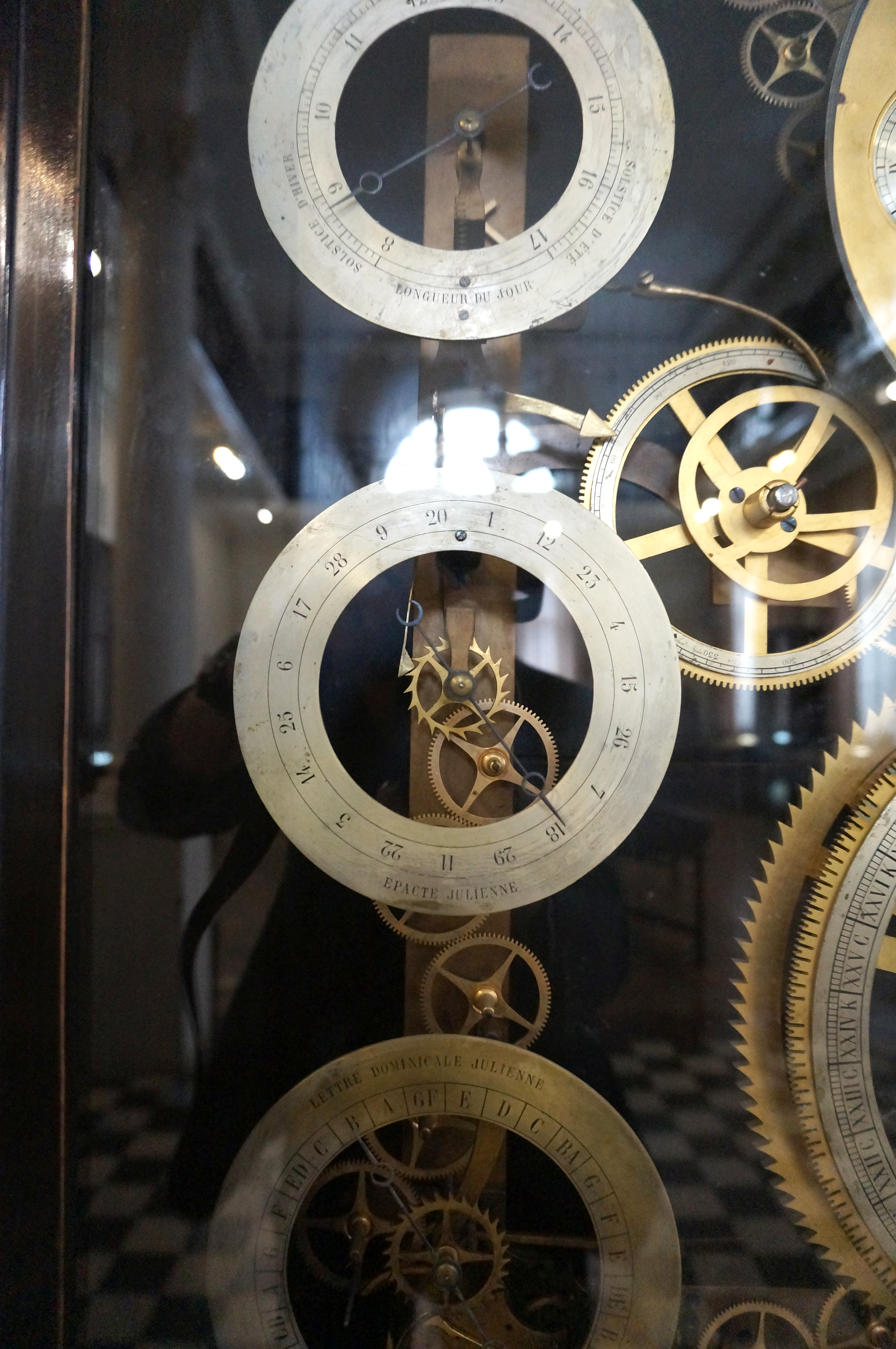
Циферблат юлианской епакты сверхсложных астрономических часов швейцарского мастера Альберта Биллете (1873).

Исторически возникшее русскоязычное название «Универсальные» (транслитерация от «Universal») следует признать неудачным. Название «Всемирные вселенские часы» (англ. Universal Clock) лучше соответствует техническому замыслу Альберта Биллете и функциональным характеристикам часов, которые не только предлагают картину астрономического окружения нашей планеты, но и счёт времени в 37 важных географических пунктах на её шести континентах.

## Список функций
1-3. Среднее солнечное время в Париже в часах, минутах и секундах
4. Планетарий с Солнцем, Венерой, Землёй и Луной
5. Прохождение Солнца по эклиптике и зодиакальному кругу
6. Геоцентрическая долгота Солнца
7. Гелиоцентрическая долгота восходящего узла орбиты Венеры
8. Индикация возможности наблюдения прохождения Венеры по диску Солнца (транзита)
9. Гелиоцентрическая долгота Венеры
10. Геоцентрическая долгота восходящего узла орбиты Луны
11. Индикация возможности наблюдения солнечного и лунного затмений
12. Геоцентрическая долгота Луны
13-14. Среднее астрономическое время в часах и минутах
15-16. Звёздное время в часах и минутах
17. Уравнение времени
18. Склонение Солнца
19-23. Юлианский вечный календарь (на часах он также обозначен как «русский») с индикацией даты, дня недели, месяца и года
24-28. Григорианский вечный календарь с индикацией даты, дня недели, месяца и года
29-33. Иудейский вечный календарь с индикацией даты, дня недели, месяца и года
34-38. Магометанский вечный календарь по 30-летнему арабскому циклу с индикацией даты, дня недели, месяца и года
39-40. Время восхода и заката Солнца
41-42. Продолжительность дня и ночи
43. Солнечный цикл или круг Солнцу (экклезиастическая функция 1)
44. Золотое число или круг Луне (экклезиастическая функция 2)
45. Римский индикт (экклезиастическая функция 3)
46. Юлианская епакта (экклезиастическая функция 4)
47. Юлианское вруцелето (экклезиастическая функция 5)
48. Григорианская епакта (экклезиастическая функция 6)
49. Григорианское вруцелето (экклезиастическая функция 7)
50. Иудейский 19-летний цикл високосных лет (12 простых и 7 прибавочных)
51. Мусульманский 30-летний цикл (арабский цикл — 19 простых лет и 11 високосных)
52. Возраст и фаза Луны
53. Указатель високосного цикла (три циферблата)
54. Видимость на небе Солнца, Луны и звёзд главных созвездий в 25 городах земного шара и прохождение светил через меридиан; в описании часов сообщалось об имевшихся на указателе 50 звёздах, из них в настоящее время, по-видимому, сохранилось 37
55-132. Время в часах и минутах в 36 различных местах шести континентов: по шесть городов Европы, Азии, Африки, Северной Америки, Южной Америки и Австралии с индикацией времени суток в каждом континенте; в настоящее время лишь на некоторых из 36 циферблатов местного времени сохранились обе стрелки
133. Почасовой или четвертной бой